# Hemholmen, Värmdö
Hemholmen är en ö i Stockholms skärgård i Värmdö kommun och i landskapet Uppland. Den skiljs från Möja av Bergbofjärden i väster och från Hemö-Bockö av det smala Hemsundet i öster. 1970 inrättades Hemholmens naturreservat på öns södra del.